# Marssac-sur-Tarn
Marssac-sur-Tarn é uma comuna francesa na região administrativa da Occitânia, no departamento de Tarn. Estende-se por uma área de 7.17 km², e possui 3.277 habitantes, segundo o censo de 2018, com uma densidade de 460 hab/km².